# Torre Fiorenzana
La Torre Fiorenzana è un edificio fortificato situato a Grono, nel canton Grigioni (Svizzera).
L'edificio fa parte dell'Inventario dei beni culturali svizzeri d'importanza nazionale e regionale ed è classificato come bene culturale di importanza nazionale (tipo A).

## Storia
La torre, situata a settentrione del centro abitato, data verosimilmente alla fine del XII secolo; la costruzione avvenne probabilmente ad opera della locale famiglia Grono. La prima documentazione sull'edificio risale al 1286, nel 1314 divenne di proprietà dei De Sacco (famiglia che nel 1403 deteneva la signoria di Bellinzona), che la utilizzarono come residenza signorile; nel 1406 vi fu peraltro assassinato Alberto de Sacco, esponente di spicco della stirpe.
L'edificio, utilizzato a scopo residenziale fino al XX secolo, nel 1977 venne acquistato dalla Fondazione del Museo Moesano che provvide alla sua ristrutturazione l'anno successivo, negli anni 1994-1996 venne effettuato il restauro interno, per adibire la torre spazio espositivo e per eventi culturali.

## Architettura
L'edificio è di cinque piani e presenta pianta quadrangolare; al terzo piano si nota l'antico ingresso originario.
La costruzione è di pietra, rinforzata sugli spigoli con lastroni. Sul tetto a due spioventi in piode è caratteristica la merlatura.